# Список міністрів закордонних справ Казахстану
Список міністрів закордонних справ Казахстану

## Міністри закордонних справ Казахстану
1. Тажибаєв Тулеген Тажибайович (1944—1946), народний комісар
2. Тажибаєв Тулеген Тажибайович (1946—1953), міністр
3. Байгалиєв Хаіргалій Байгалійович (1953—1955)
4. Тажибаєв Тулеген Тажибайович (1955—1958)
5. Закарін Аскар Закарійович (1958—1961)
6. Атамбаєв Утешкалі Дуйсенгалійович (1961—1963)
7. Шарипов Аді Шарипович (1963—1966)
8. Бультрикова Балжан Бультриківна (1966—1971)
9. Фазилов Малік Сабірович (1973—1976)
10. Базарбаєв Муслим Базарбайович (1976—1981)
11. Ісіналієв Михайло Іванович (1981—1989)
12. Арістанбекова Акмарал Хайдаровна (1989—1991)
13. Сулейменов Тулеутай Скакович (1991—1994)
14. Саудабаєв Канат Бекмурзайович (1994)
15. Ідрісов Ерлан Абільфаїзович (1999—2002)
16. Токаєв Касим-Жомарт Кемельович (2003—2007)
17. Тажин Марат Муханбетказійович (2007—2009)
18. Саудабаєв Канат Бекмурзайович (2009—2011)
19. Казиханов Ержан Хозеєвич (2011—2012)
20. Ідрісов Ерлан Абільфаїзович (2012—2016)
21. Абдрахманов Кайрат Кудайбергенович (2016—2018)
22. Атамкулов Бейбут Бакирович (2018—2019)
23. Тлеуберді Мухтар Бескенули (2019—)